# آندره آ روبیو
آندریا والنتینا روبیو آرماس (اسپانیایی: Andrea Valentina Rubio Armas‎؛ متولد ۲۷ نوامبر ۱۹۹۸) مدل و ملکه زیبایی اهل ونزوئلا است. او برنده مراسم دوشیزه بین‌الملل ۲۰۲۳ است..